# Gunungsari (Tajinan)
Gunungsari is een bestuurslaag in het regentschap Malang van de provincie Oost-Java, Indonesië. Gunungsari telt 3463 inwoners (volkstelling 2010).